# David Worth Bagley
David Worth Bagley (ur. 8 stycznia 1883 w Raleigh, zm. 24 maja 1960 w San Diego) – amerykański wojskowy, admirał United States Navy, uczestnik obydwu wojen światowych.

## Życiorys
Był młodszym bratem chorążego Wortha Bagleya, jedynego oficera Marynarki Wojennej Stanów Zjednoczonych poległego w boju podczas wojny amerykańsko-hiszpańskiej. W latach 1900−1904 studiował w United States Naval Academy, po czym rozpoczął służbę na pokładzie pancernika USS „Missouri”. W 1905 został przeniesiony do Floty Azjatyckiej, początkowo na kanonierkę USS „Concord”, następnie krążownik pancerny USS „West Virginia”. Kolejnym przydziałem był pancernik USS „Rhode Island”, na którym odbył rejs dookoła świata w składzie Wielkiej Białej Floty. Po powrocie zajmował różne stanowiska na morzu i lądzie, aby we wrześniu 1915 objąć swoje pierwsze dowództwo na niszczycielu USS „Drayton”.
Na początku 1917 został dowódcą niszczyciela USS „Jacob Jones”. Po przystąpieniu Stanów Zjednoczonych do działań wojennych okręt ten wszedł w skład grupy amerykańskich jednostek pełniących służbę na wodach europejskich. 6 grudnia 1917 USS „Jacob Jones” został zatopiony torpedą niemieckiego U-Boota, SM U-53. Za swój udział w akcji ratunkowej Bagley został odznaczony Medalem Marynarki Wojennej za Wybitną Służbę. Po powrocie do Stanów Zjednoczonych objął dowództwo – będącego jeszcze w budowie – niszczyciela USS „Lea”. Wkrótce jednak, w styczniu 1919, został ponownie wysłany do Europy, będąc desygnowany na stanowisko attaché morskiego w Hadze, które zajmował do 1922.
W okresie międzywojennym David pełnił różne funkcje w US Navy, od dowodzenia pojedynczymi okrętami, do zwierzchnictwa nad dywizjonami niszczycieli i komendanturę stoczni Mare Island. 1 kwietnia 1938 został promowany do stopnia kontradmirała. Na początku 1941 został dowódcą 2. Dywizjonu Pancerników, z USS „Tennessee” jako okrętem flagowym. Na jego pokładzie przystąpił do działań wojennych podczas japońskiego nalotu na Pearl Harbor 7 grudnia 1941.
Podczas II wojny światowej pełnił, między innymi, funkcję dowódcy 14. Dystryktu Morskiego (14th Naval District) na Hawajach. 1 lutego 1944 awansował do stopnia wiceadmirała. Od połowy 1945 pracował w Biurze Szefa Operacji Morskich w Waszyngtonie.
22 marca 1946 został przeniesiony w stan spoczynku, a 1 kwietnia 1947 – promowany do stopnia admirała. Zmarł w szpitalu marynarki w San Diego 24 maja 1960.